# Drikus Coetzee
Drikus Coetzee (Swakopmund, 15 april 1993) is een Namibisch wielrenner en voormalig triatleet.

## Carrière
Als triatleet werd Coetzee tussen 2013 en 2015 driemaal op rij nationaal kampioen. Daarnaast werd hij in 2013 Afrikaans kampioen duatlon voor beloften.
In 2018 werd Coetzee nationaal kampioen tijdrijden, nadat hij een jaar eerder al derde was geworden. Twee dagen later was enkel Martin Freyer beter in de wegwedstrijd. Ook in 2019 was hij de snelste op de tijdrit.

## Palmares
2017
 Namibisch kampioenschap tijdrijden, Elite
2018
 Namibisch kampioen tijdrijden, elite
 Namibisch kampioenschap op de weg, elite
2019
 Namibisch kampioen tijdrijden, Elite
2020
 Namibisch kampioen tijdrijden, Elite
 Namibisch kampioenschapschap op de weg, Elite
2021
 Namibisch kampioen tijdrijden, Elite
 Namibisch kampioen op de weg, Elite
2022
 Namibisch kampioenschap tijdrijden, Elite
 Namibisch kampioen op de weg, Elite
2023
 Namibisch kampioen tijdrijden, Elite
 Namibisch kampioenschapschap op de weg, Elite
2024
 Namibisch kampioen tijdrijden, Elite
 Namibisch kampioenschapschap op de weg, Elite

## Resultaten in voornaamste wedstrijden
|      | \| Jaar \| \| WK op de weg \| \| ---- \| \| ------------ \| \| 2019 \| \| opgave \| |              |
| Jaar |                                                                                     | WK op de weg |
| 2019 |                                                                                     | opgave       |